# Takarkori Rock Shelter

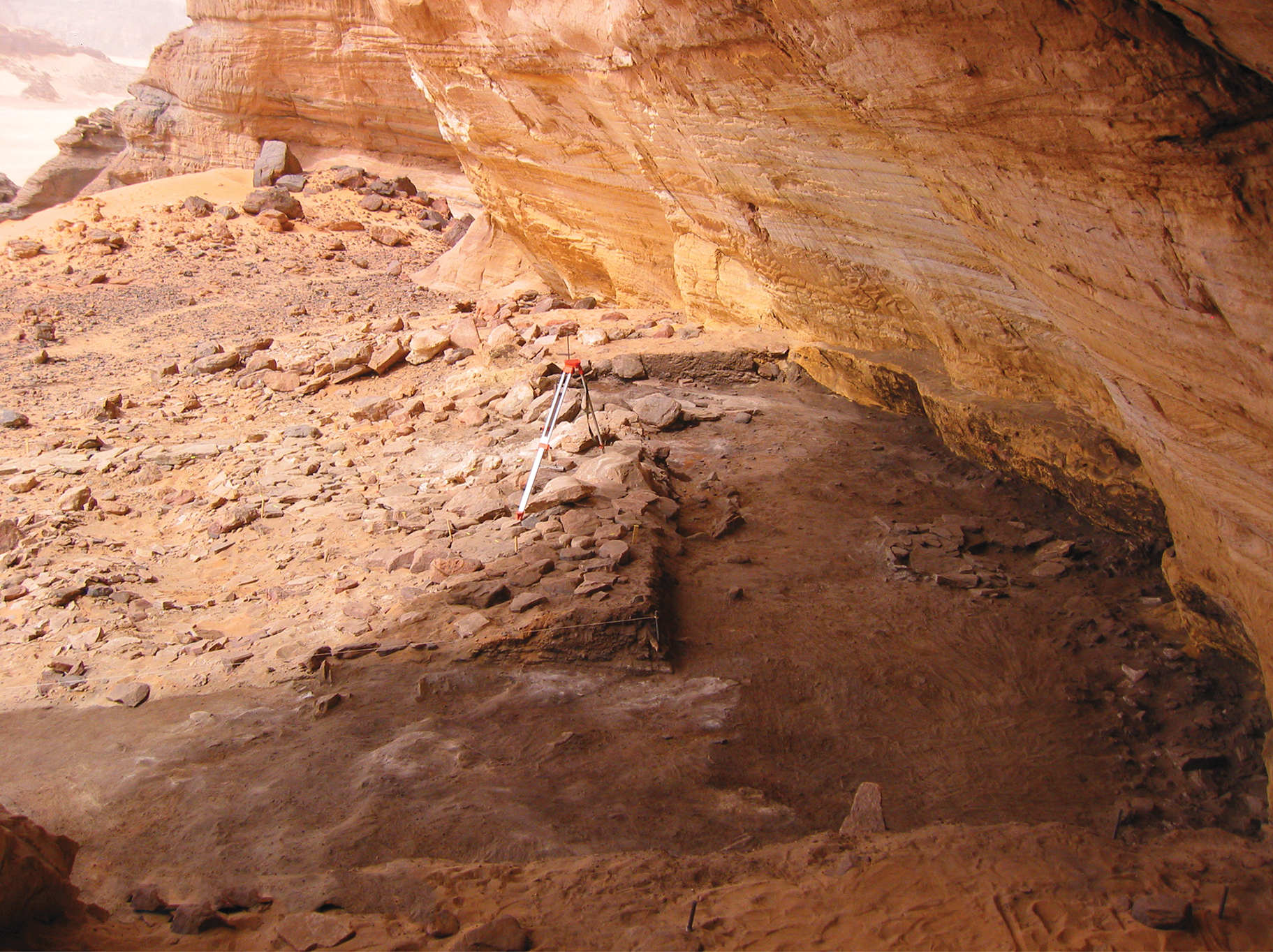
Blick von Süden auf die Höhle

Takarkori Rock Shelter ist die international übliche, wissenschaftliche Bezeichnung für eine Halbhöhle (englisch rock shelter) – ein Abri – im Tadrart Acacus (Berge von Acacus), einem Gebirge im Südwesten von Libyen. Grabungen in der Höhle fanden erstmals 2003, 2004 und 2006 im Rahmen eines seit den frühen 1990er-Jahren bestehenden Forschungsprojekts statt, das die Landnutzung der Region während der zurückliegenden rund 10.000 Jahre rekonstruieren soll. Hintergrund dieser Forschung ist, dass das Gebiet der heutigen hyperariden Libyschen Wüste im Holozän über Jahrtausende hinweg eine relativ dicht besiedelte, zeitweise sogar regenreiche Savannenlandschaft war.

## Funde und Datierung
Die Takarkori-Höhle befindet sich am Südhang eines langgezogenen Tals des Wadi Takarkori im Bereich der östlichen Ausläufer des Tadrart Acacus, rund 100 Meter über dem Talboden. Sie grenzt an eine 2200 Quadratmeter große Terrasse und liegt unterhalb eines rund 30 Meter höher gelegenen Felsüberhangs aus Sandstein. Die Höhle ist rund 80 Meter breit und bis zu 10 Meter tief.
Die erhaltenen Sedimentschichten in der Höhle erstrecken sich über rund 200 Quadratmeter, sind ungefähr zwei Meter dick und rund 9000 bis 4200 Jahre vor heute alt (Radiocarbon-Jahre, unkalibriert); sie belegen, dass die Höhle während mehrerer Phasen bewohnt war. Drei Bereiche mit insgesamt 143 Quadratmetern Fläche wurden zwischen 2003 und 2006 erforscht, in ihnen wurden u. a. diverse Steinwerkzeuge, Pfeilspitzen, Gefäße und kleine Kunstwerke geborgen. Zudem wurden 15 Bestattungen, ausschließlich von Frauen und Kindern aus unterschiedlichen Epochen, dokumentiert, und es wurden die folgenden Besiedelungsphasen mit Hilfe der Beschleuniger-Massenspektrometrie nachgewiesen (rechts die kalibrierten Kalenderjahre laut Cremaschi et al., 2014):
- älteste Phase (Jäger und Sammler): 8900 bis 7400 BP  →  10.170 bis 8.180 (Cal BP)
- früher Pastoralismus: 7400 bis 6400 BP  →  8000 bis 6890 (Cal BP)
- mittlerer Pastoralismus: 6100 bis 5000 BP  →  7160 bis 5610 (Cal BP)
- später Pastoralismus: 5000 bis 3500 BP  →  5700 bis 4650 (Cal BP)

Bestätigt wurden die vier besonders regenreichen Phasen 2014 durch Pollenanalysen. Bereits 2006 war auf dem 15. Weltkongress der Union Internationale des Sciences Préhistoriques et Protohistoriques (UISPP) berichtet worden, dass aus der Zeit des mittleren Pastoralismus zwei Bestattungen erhalten geblieben sind, deren Inhalt auf natürlichem Weg mumifiziert wurde.

## DNA-Analysen
2025 berichtete ein libysch-deutsches Forscherteam, es sei gelungen, aus den Überresten der beiden mumifizierten Frauen-Leichen DNA zu gewinnen und diese mit aDNA aus anderen nordafrikanischen Funden zu vergleichen. Den Autoren zufolge handelt es sich um die ersten alten Genome aus der so genannten Grünen Sahara, die sequenziert wurden, also aus jener Epoche vor rund 14.500 bis 5.000 Jahren, als die Sahara eine grüne Savanne mit zahlreichen offenen Wasserflächen war, was eine Besiedlung durch Menschen einer Hirtenkultur möglich machte.
Die Genomanalysen ergaben, dass die beiden vor rund 7000 Jahren gestorbenen Frauen und deren Vorfahren hauptsächlich einer nordafrikanischen Abstammungslinie zugehörig sind, die sich etwa vor rund 50.000 Jahren von Populationen aus Subsahara-Afrika (Afrika südlich der Sahara) abgespaltet hat, das heißt, zur selben Zeit als sich der anatomisch moderne Mensch (Homo sapiens) außerhalb Afrikas ausbreitete. Diese Abstammungslinie – zu der auch die Fossilien aus der Grotte des Pigeons in Marokko gehören – blieb der Genomanalyse zufolge weitgehend isoliert von anderen Populationen und ist auch heute noch ein zentraler genetischer Bestandteil der nordafrikanischen Bevölkerung. Die Studie ergab ferner, dass die beiden Frauen nur ein Zehntel jener Neandertaler-DNA besaßen als die Menschen außerhalb Afrikas, aber mehr als heutige Afrikaner aus dem Bereich südlich der Sahara. In einem Begleittext zur Studie hieß es, deren Ergebnisse „deuten darauf hin, dass die frühen nordafrikanischen Populationen zwar weitgehend isoliert waren, aber aufgrund des Genflusses von außerhalb Afrikas Spuren von Neandertaler-DNA erhielten.“ Die relativ geringe genetische Nähe zu Populationen südlich der Sahara deute ferner darauf hin, dass sich der Pastoralismus wahrscheinlich eher durch kulturellen Austausch als durch Migration in der Grünen Sahara verbreitet hat. Bislang hatten Forscher zumeist vermutet, dass es gegen Ende der letzten eiszeitlichen Kälteperiode erhebliche Zuwanderungen aus dem Süden gab.

## Belege
1. 1 2 3  Stefano Biagetti und Savino di Lernia: Holocene Deposits of Saharan Rock Shelters: The Case of Takarkori and Other Sites from the Tadrart Acacus Mountains (Southwest Libya). In: African Archaeological Review. Band 30, 2013, S. 305–338, doi:10.1007/s10437-013-9138-z, Volltext (PDF).
2. 1 2   Mauro Cremaschi et al.: Takarkori rock shelter (SW Libya): an archive of Holocene climate and environmental changes in the central Sahara. In: Quaternary Science Reviews. Band 101, 2014, S. 36–60, doi:10.1016/j.quascirev.2014.07.004.
3. ↑  Stefano Biagetti und Savino di Lernia: Reflections on the Takarkori rockshelter (Fezzan, Libyan Sahara). Intervento presentato al convegno XV UISPP World Congress tenutosi a Lisbona, Portogallo nel 4-–9 Settembre 2006. STAMPA. 14: (2007), pp. 125–132, Volltext (PDF).
4. ↑  Nada Salem, Marieke S. van de Loosdrecht, Arev Pelin Sümer et al.: Ancient DNA from the Green Sahara reveals ancestral North African lineage. In: Nature. Band 641, 2025, S. 144–150, doi:10.1038/s41586-025-08793-7.
5. ↑  Alte Genome aus der Grünen Sahara entschlüsselt. Auf: mpg.de vom 2. April 2025.